# 卡门·蒙顿
卡门·蒙顿·希门内斯（西班牙語：Carmen Montón Giménez，西班牙語發音：[ˈkaɾmɛ̃m mõn̪ˈtõŋ xiˈmenes]，1976年3月9日—）是巴伦西亚出身的西班牙工人社会党政治人物。曾任桑切斯内阁卫生、消费与社会福利大臣，但因涉嫌论文抄袭造假事件，在上任三个月后被迫辞职。

## 经历

### 早年
1976年3月9日出生于巴伦西亚省小城布尔哈索特。1992年加入工人社会党青年组织——社会主义青年团。四年后成功加入党组织。1999年6月13日成功当选布尔哈索特市议会议员。
她本科毕业于華倫西亞大學医学专业，但后来并未从事该行业。
2004年当选西班牙国会眾議院瓦倫西亞选区议员，2008年成功连任。2015年当选巴倫西亞自治區政府公共卫生部部长。
在此段时期，她是同性婚姻合法化的重要推动者之一。她还致力于缓和家庭暴力，设立暴力倾诉电话专线，促成了允许怀孕的议员代表在休产假期间也能投票的新法律。

### 桑切斯内阁
在2018年西班牙政府不信任案公决后，人民党主席马里亚诺·拉霍伊被迫辞职，工人社会党总书记佩德羅·桑切斯成为新任西班牙首相。在6月7日的重组内阁中，她被任命为卫生、消费与社会福利大臣，并出席了萨苏埃拉宫就职仪式
2018年9月，一些媒体爆出了她的学术丑闻。调查显示，她虽然在2011年参加了胡安卡洛斯国王大学硕士课程，但几乎没有在学校里上课，也没有发表过有价值的论文。她最终的考试成绩是8.4分，接近满分10分。硕士论文里有大量内容没有注明引用出处。调查还发现，她硕士论文的部分内容是从其他出版物中复制粘贴的，包括维基百科。胡安卡洛斯国王大学在一份声明中证实蒙顿的学分被篡改，并正在追究相关当事人责任。她最终顶不住压力，不得不引咎辞职。她是桑切斯内阁6月就职以来，继文化大臣马克西姆·韦尔塔之后第二位下台的内阁官员。
在短暂地任期内，她恢复了针对西班牙所有全民（包括国内公民和海外移民）的医疗保健制度。在这之前，西班牙国内非法移民的医保被排除在该体制之外。

### 现况
她表示，自己还没有退出政治生涯的打算。2019年春，她跟随佩德罗·桑切斯参与了多场大选前演讲活动。

## 个人生活
与阿尔维托·埃尔南德斯结婚，有1个女儿，2011年出生。